# Krupinská planina
Koordinaten: 48° 15′ N, 19° 10′ O

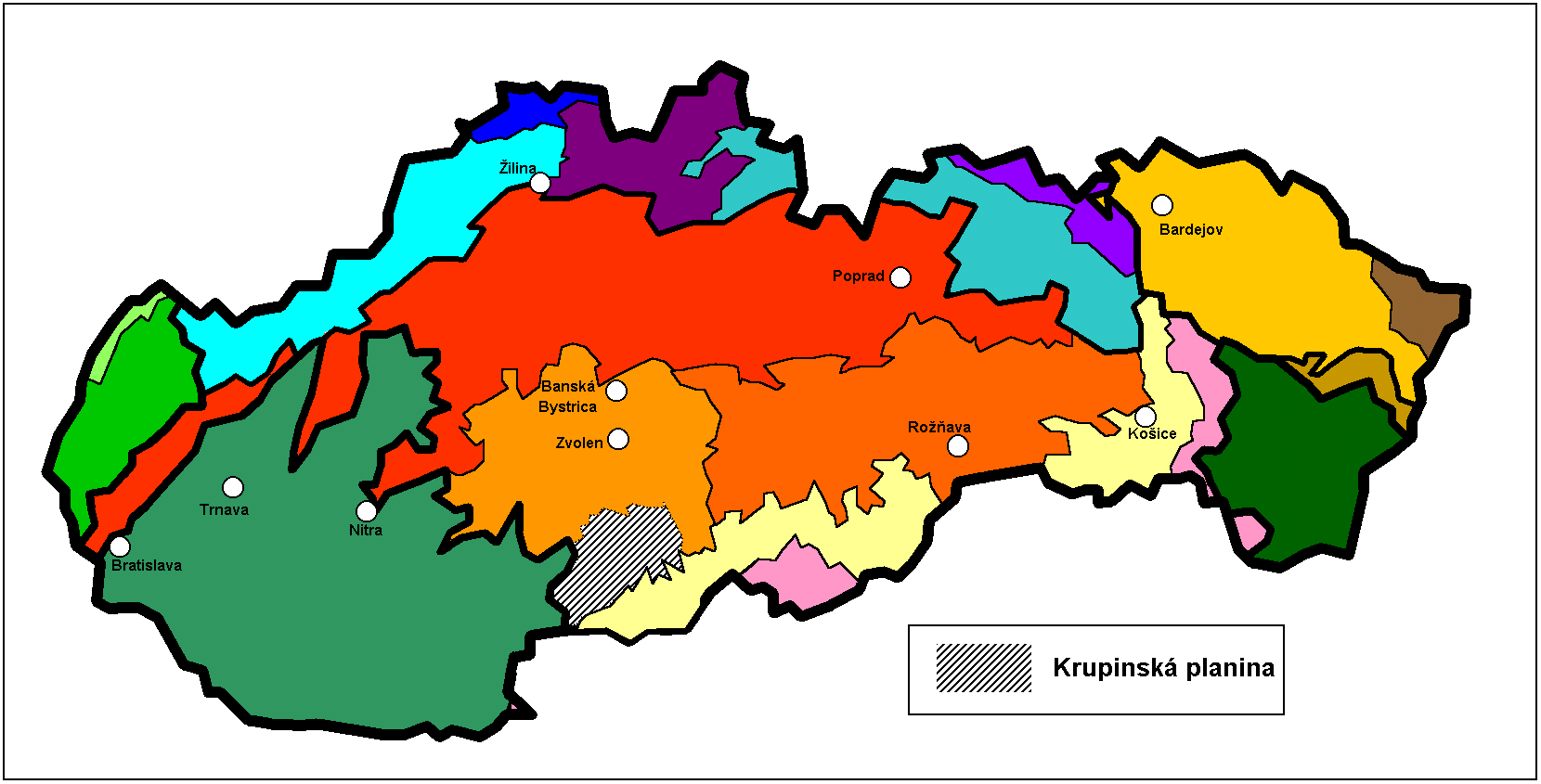
Die Krupinská planina innerhalb der Geomorphologischen Einteilung der Slowakei

Die Krupinská planina (deutsch etwa „Karpfener Hochebene“) ist eine geomorphologische Einheit in der Slowakei. Sie ist nach der Stadt Krupina benannt.

## Lage, Begrenzung und Unterteilung

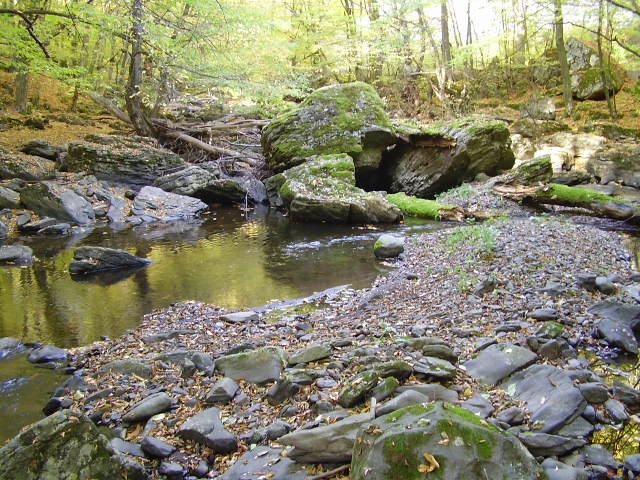
Fluss Krupinica

Die Krupinská planina liegt im Süden der Slowakei und bildet den südlichsten Teil des Slowakischen Mittelgebirges. 
Die Hochebene wird begrenzt
- im Nordwesten von den Schemnitzer Bergen,
- im Norden vom Talkessel Pliešovská kotlina und vom Javorie-Gebirge
- im Osten vom Ostrôžky-Gebirge,
- im Südosten vom Talkessel Juhoslovenská kotlina,
- im Südwesten vom Donauhügelland.

Die Krupinská planina wird geomorphologisch weiter unterteilt in:
- Modrokamenské úbočie
- Dačolomská planina
- Bzovická pahorkatina
- Závozská vrchovina

## Charakter

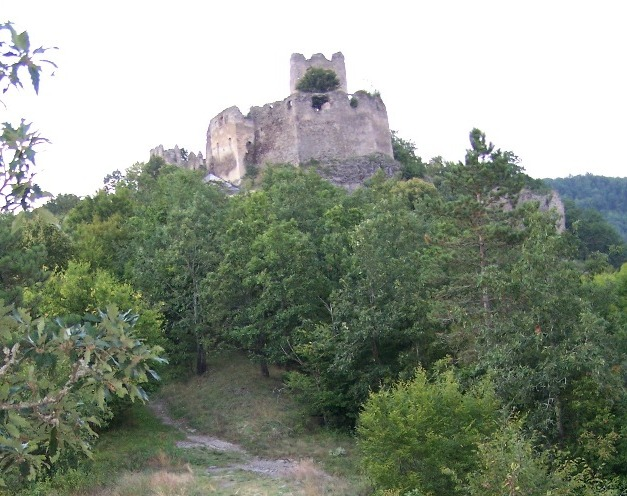
Burg Čabraď

Das Hochland ist vulkanischen Ursprungs. Es ist gekennzeichnet von recht tief eingeschnittenen Bach- und Flusstälern und steigt von Südwest nach Nordost allmählich an. Die höchsten Berge erreichen ca. 800 m. Durch die Flüsse Štiavnica, Krupinica und Ipeľ wird das Hochland nach Süden entwässert. 
Die Region ist überwiegend bewaldet; dabei dominieren Laubwälder, die vor allem von Eichen und Buchen gebildet werden. Darüber hinaus gibt es ausgedehnte Weideflächen. 
Der Nordosten der Krupinská planina hat Anteil am Militärgelände und Truppenübungsplatz Lešť.

## Sehenswürdigkeiten
Die landschaftlich attraktive Region ist geeignet für Wander- und Fahrradtourismus. Beliebte Wanderziele sind die Burgen Bzovík, Modrý Kameň und Čabraď. 
In der Umgebung des Hochlandes liegen die Thermalbäder Dolná Strehová und Dudince. 

## Einige Ortschaften im Hochland und in der Umgebung
- Krupina
- Dudince
- Veľký Krtíš
- Modrý Kameň